# Nicaise de Sicile
Nicaise de Sicile (également connu sous le nom de Nicasio Burgio, Nicasius de Burgo, Nicasio Camuto de Burgio, Nicasius Martyr, Nicasius de Jérusalem), né vers 1135 et mort en 1187, chevalier de l'ordre de Saint-Jean de Jérusalem est vénéré comme martyr par l'Église catholique.

## Biographie
Fils de Roberto de Burgio et de son épouse Aldegonda, Nicaise descend des Sarrasins du côté de son père et des Normands du côté de sa mère. Né en Sicile - probablement à Palerme - dans la famille Kameti (ou Camuto) (plus tard connue sous le nom de Burgio), lui et son frère Ferrandino rejoignirent les Hospitaliers de l'ordre de Saint-Jean de Jérusalem. Ils ont prononcé les vœux religieux d'obéissance, de pauvreté et de chasteté plus un quatrième le vœu d'hospitalité, pour la protection des pauvres.
En 1185, ils répondent à l'appel de Roger de Moulins et se rendent en Terre sainte. Ils embarquent à Trapani avec Roger de Moulins, qui retourne à Jérusalem escorté par deux galères du roi Guillaume II. Là, ils servent les pèlerins et les malades à l'hôpital Saint-Jean de Jérusalem.
Nicaise périt à la bataille de Hattin avec environ 300 chevaliers templiers et hospitaliers. Au matin du 4 juillet, Saladin déploye ses troupes afin de bloquer toute tentative de retraite, puis fait mettre le feu aux broussailles. Le vent pousse la fumée et le feu vers les croisés. Sans eau pour se rafraîchir, les Francs étouffent sous leurs imposantes cuirasses. Ils mènent cependant des combats pour tenter de percer les lignes ennemies et de gagner les rives du lac de Tibériade. Peu à peu, les Francs sont repoussés et contraints de se rassembler sur une élévation appelée les cornes de Hattin, un piton basaltique dominant la plaine voisine. Le lendemain, 5 juillet, sans espoir de secours, les francs réfugiés dans la forteresse se rendent à Saladin. Parmi les prisonniers Nicaise, capitaine de l'armée, fut décapité avec tous les chevaliers en présence de Saladin après avoir refusé de se convertir à l'islam.

## Vénération
Un autel qui lui est dédié est édifié en 1305 dans l'église Saint-Pierre de Trapani. Cependant, le point d'origine du culte de Saint Nicaise semble avoir été Caccamo – qui le déclare officiellement patron de la ville le 31 mai 1625. l y a eu de nombreux miracles qui ont été vus à Caccamo à travers l'intercession de saint Nicaise, parmi lesquels les libérations de la peste ont eu lieu en 1575 et 1624. Saint-Nicaise a également été invoqué pour obtenir la guérison d'une maladie du cou appelée scrofulle, ce qui a facilité la propagation de la dévotion dans toute la Sicile.
Le prêtre Vincent Venuti dans son Discorso storico-critico (1762) dit :  « …ora dal dominio, ch’ ebbe vicino di Caccamo la famiglia del Burgio, o dalla divozione, che a San Nicasio professò la famiglia Cabrera, o per ambi i motivi, io stimo essersi pian piano introdotto in Caccamo un qualche culto del nostro Santo Gerosolimitano… » (Maintenant, à cause des dominations que la famille Burgio avait près de Caccamo, ou à cause de la dévotion que la famille Cabrera exerçait envers saint Nicaise, ou à cause des deux raisons, je pense que, peu à peu, une sorte de culte envers notre Saint Nicaise de Jérusalem, est allé à Caccamo).
Le Martyrologium Romanum promulgué en 2001 par Jean-Paul II place la fête liturgique de saint Nicaise Martyr au 1er juillet.

## Source
- Francesco Cassata, "San Nicasio Camuto de Burgio", Santi e Beati, 31 juillet 2002